# 칠원윤문효열각
칠원윤문효열각은 충청북도 음성군 감곡면에 있다. 2002년 5월 18일 음성군의 향토문화유적 제15호로 지정되었다.

## 개요
이 효열각은 윤기손(尹起巽)?윤기진(尹起震) 형제의 효행과, 윤득성(尹得聖)의 처 청풍김씨(淸風金氏)의 정열을 기리는 효열각으로, 1820년대에 정면 3칸, 측면 1칸의 맛배지붕 목조기와집으로 건립되었으며, 화재로 2칸만 남아 있었던 것을 1985년 중건하였다.